# Szwa (alfabet hebrajski)
Szwa (שְׁוָא) – znak diakrytyczny używany w alfabecie hebrajskim w ramach nikudu. Występuje w postaci dwóch kropek wyglądających jak dwukropek, które znajdują się pod literą. Szwa dzieli się na dwa typy:
- szwa na – występuje wyłącznie w sylabach otwartych, nie pojawia się natomiast pod literami ע (ajin), ח (chet), ה (he) oraz א (alef). W klasycznej wymowie języka hebrajskiego znak szwa na jest zawsze wymawiany jako krótkie e[4], jednak w mowie codziennej wymawia się jako zwykłe e lub jest redukowany.
- szwa nach – jest znakiem niemym, gdyż oznacza brak samogłoski pod daną literą, jednocześnie szwa nach zamyka sylabę[5].